# Olympische Jugend-Sommerspiele 2014/Teilnehmer (Türkei)
| Gelbes Symbol für Goldmedaillen mit stilisierten Olympischen Ringen | Graues Symbol für Silbermedaillen mit stilisierten Olympischen Ringen | Braundes Symbol für Bronzemedaillen mit stilisierten Olympischen Ringen |
| ------------------------------------------------------------------- | --------------------------------------------------------------------- | ----------------------------------------------------------------------- |
| 1                                                                   | 3                                                                     | 6                                                                       |

Die Jugend-Olympiamannschaft aus der Türkei für die II. Olympischen Jugend-Sommerspiele vom 16. bis 28. August 2014 in Nanjing (Volksrepublik China) bestand aus 42 Athleten.

## Athleten nach Sportarten

### Badminton
| Mädchen - Aliye Demirbağ Einzel: 17. Platz Mixed: 17. Platz (mit Phạm Cao Cường Vietnam) | Jungen - Muhammed Ali Kurt Einzel: 17. Platz Mixed: 9. Platz (mit Maja Pavlinić Kroatien) |

### Beachvolleyball
Mädchen
- Esra Betül Çetin
- Selin Yurtsever
9. Platz

### Bogenschießen
| Mädchen - Yasemin Anagöz Einzel: 6. Platz Mixed: 17. Platz (mit Hendra Purnama Indonesien) | Jungen - Mete Gazoz Einzel: 4. Platz Mixed: 9. Platz (mit Maya Raysin Israel) |

### Boxen
| Mädchen - Neriman Istık Fliegengewicht: Bronze - Esra Yıldız Leichtgewicht: 4. Platz | Jungen - Mert Karakılıç Halbfliegengewicht: 6. Platz - Adem Furkan Avcı Halbweltergewicht: Bronze - Mehmet Ufuk Tekneci Halbschwergewicht: 5. Platz |

### Fechten
Mädchen
- Fatma Zehra Köse
Säbel Einzel: 7. Platz

### Gewichtheben
| Mädchen - Gamze Karakol Federgewicht: 4. Platz | Jungen - Sadrettin Gedik Mittelgewicht: 5. Platz |

### Judo
| Mädchen - Melisa Çakmaklı Klasse bis 44 kg: Gold Mixed: 9. Platz (im Team Kano) | Jungen - Oğuzhan Karaca Klasse bis 55 kg: Bronze |

### Leichtathletik
| Mädchen - Gamze Şimşek Dreisprung: DNS 8 × 100 m Mixed: 23. Platz - Elif Tas Kugelstoßen: 13. Platz - Deniz Yaylacı Hammerwurf: 5. Platz 8 × 100 m Mixed: 27. Platz - Eda Tuğsuz Speerwurf: 12. Platz | Jungen - Ömer Oti 1500 m: 10. Platz 8 × 100 m Mixed: 63. Platz - Alperen Acet Hochsprung: DNS (Finale) 8 × 100 m Mixed: DNF - Şeyhmus Yiğitalp Weitsprung: 6. Platz - Oğuzhan Özdayı Kugelstoßen: 15. Platz 8 × 100 m Mixed: 60. Platz - Emin Öncel Speerwurf: 6. Platz |

### Moderner Fünfkampf
Mädchen
- İlke Özyüksel
Einzel: 5. Platz
Mixed: 14. Platz (mit Berengerth Sequera  Venezuela)

### Ringen
| Mädchen - Tuğba Kılıç Freistil bis 70 kg: Silber | Jungen - Fatih Aslan Griechisch-römisch bis 42 kg: Silber - Uğur Beytekin Griechisch-römisch bis 50 kg: 5. Platz - Cabbar Duyum Freistil bis 46 kg: Bronze |

### Rudern
Jungen
- Eren Can Aslan
- Gökhan Güven
Zweier ohne Steuermann: Bronze

### Schießen
Jungen
- Nurullah Aksoy
Luftgewehr 10 m: 15. Platz
Mixed: 16. Platz (mit Pei Ruijiao  Volksrepublik China)

### Schwimmen
| Mädchen - İlknur Nihan Çakıcı 50 m Freistil: 15. Platz 100 m Freistil: 16. Platz - Nida Üstündağ 50 m Schmetterling: 14. Platz 100 m Schmetterling: 12. Platz 200 m Schmetterling: 15. Platz | Jungen - Berk Özkul 50 m Rücken: 24. Platz 100 m Rücken: 25. Platz 200 m Rücken: 20. Platz 50 m Schmetterling: 26. Platz - Bedirhan Yıldız 50 m Schmetterling: 29. Platz |

### Segeln
Mädchen
- Derin Günenç
Windsurfen: 17. Platz

### Taekwondo
| Mädchen - Zehra Döşüçukur Klasse bis 49 kg: 5. Platz - Fatma Sarıdoğan Klasse bis 55 kg: Silber | Jungen - Talha Bayram Klasse über 73 kg: Bronze |

### Turnen
Mädchen
- Tutya Yılmaz
Einzelmehrkampf: 10. Platz
Boden: 8. Platz
Pferd: 8. Platz